# Empoasca jalapa
Empoasca jalapa är en insektsart som beskrevs av Delong 1952. Empoasca jalapa ingår i släktet Empoasca och familjen dvärgstritar. Inga underarter finns listade i Catalogue of Life.